# Anders Wijkman
För andra betydelser, se Anders Wijkman (olika betydelser).

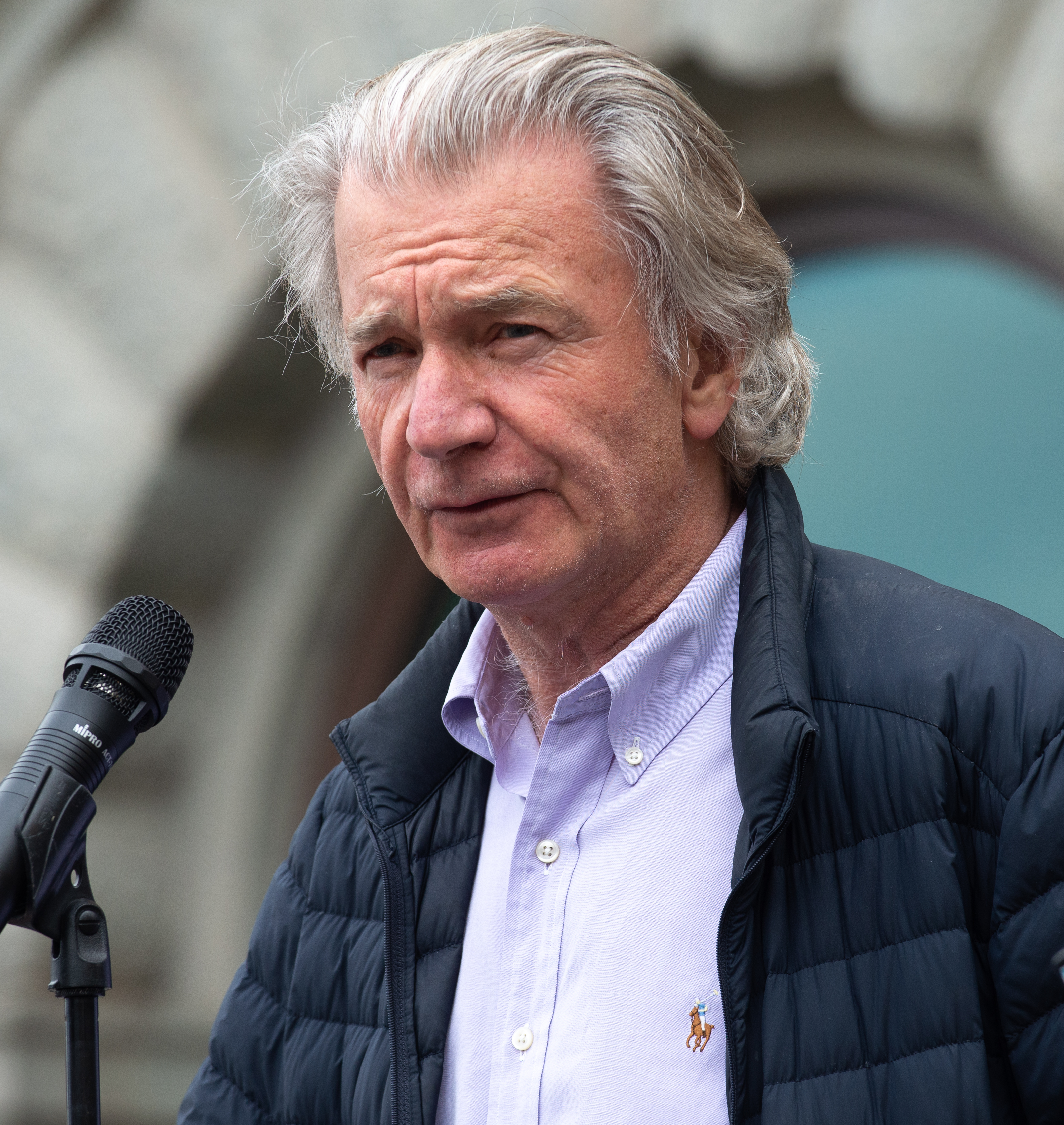
Anders Wijkman på Mynttorget i Stockholm 2022 under en solidaritetsmanifestation för asylsökande.

Anders Ivar Sven Wijkman, född 30 september 1944 i Kungsholms församling, Stockholms stad, är en svensk författare och samhällsdebattör samt tidigare politiker (först moderat, senare kristdemokrat).

## Partipolitiskt engagemang
Wijkman var ordförande för Fria Moderata Studentförbundet 1968–1970 och riksdagsledamot för Moderaterna från 1971 till 1978, då han blev generalsekreterare för Svenska Röda Korset. 
Under Folkpartiets partiledarval 1995 framfördes Wijkman som en potentiell partiledare med stöd från bland andra Lennart Rohdin, Lennart Fremling och Uppsala länsförbund. Wijkman avböjde både en partiledarkandidatur och en nominering till Folkpartiets partistyrelse.
Inför valet till Europaparlamentet 1999 gick Anders Wijkman med i Kristdemokraterna och invaldes i parlamentet. Han omvaldes 2004. Under mandatperioden 2004–2009 arbetade Wijkman i utskottet för miljö, folkhälsa och livsmedelssäkerhet, det tillfälliga klimatutskottet samt utskottet för utveckling.
2022 var han en av dem som tog initiativ till Klimatalliansen men meddelade därefter att han inte haft avsikten att det skulle bli ett politiskt parti och inte tänkte delta i partiarbetet inför valet.

## Röda korset
Mellan 1978 och 1988 var Wijkman generalsekreterare för Svenska Röda Korset. Utredningen "Prevention better than cure" 1984 argumenterade för ökad satsning på katastrofberedskap och prevention. Något år senare fick Wijkman Rödakorsstyrelsens stöd för ett nära samarbete kring HIV/AIDS-prevention med Noaks ark. Han var också ordförande för Internationella Röda Korsets Disaster Relief Commission 1981–1989.

## Naturskyddsföreningen och FN
Efter Röda Korset var Wijkman från 1989 generalsekreterare i Naturskyddsföreningen, och därefter 1992 chef för Styrelsen för U-landsforskning (SAREC), en befattning han upprätthöll tills SAREC blev en del av Sida 1995.
Efter SAREC blev Wijkman utsedd till biträdande generalsekreterare i FN och policy director i FN:s utvecklingsprogram (UNDP), där han arbetade fram till 1997 med att integrera sociala och miljömässiga hänsyn i utvecklingspolitiken inom organisationen.

## Andra uppdrag och engagemang
Wijkman valdes 2012 till en av två ordförande i Romklubben, där han senare blev hedersordförande. Han var 2012-2018 ordförande i ÅtervinningsIndustrierna.
Wijkman har skrivit ett antal böcker på teman som "disaster prevention", HIV/aids-epidemin och hållbar utveckling.
Efter flyktingkrisen med början 2015 har Wijkman engagerat sig i flyktingfrågor, bland annat som en av de utvisningshotade ensamkommande ungdomarnas "ambassadörer" inom kampanjen Håll ihop Sverige.

## Utmärkelser och akademiledamotskap
- H.M. Konungens medalj i guld av 12:e storleken (Kong:sGM12 2021) för betydande insatser inom svenskt näringsliv[17]
- Ledamot av Kungliga Vetenskapsakademien (LVA nr 1305 1988)
- Ledamot av Kungliga Skogs- och Lantbruksakademien (LSLA 1994)

## Wijkman om tillväxt och miljö
Wijkman har drivit frågan om att förändra ekonomins ramverk. Han menar att ett världen är i behov av ett annat "systemtänk" än det som gällt under industrialiseringen. Ett nytt system behöver beakta att jordens resurser är ändliga och externa effekter på miljön och sociala konsekvenser. Han har argumenterat för behovet att finna nya mål för samhället som är mindre beroende av ekonomisk tillväxt utan att äventyra sysselsättning och finanser.
I boken Den stora förnekelsen, som han skrev tillsammans med Johan Rockström 2011, redogör han för vad han ansåg utgör de allvarligaste hoten mot planeten - i form av ett mera instabilt klimat, överutnyttjade ekosystem samt utarmning av vissa ändliga resurser. I boken argumenteras för en övergång från en "köp och släng"-ekonomi till en cirkulär ekonomi.
I en debattartikel i Göteborgs-Posten 2022, där Wijkman var en av flera medförfattare, skrevs bland annat att "dagens politiska och ekonomiska system förmår inte att säkra en långsiktig hållbarhet. Industrialism och marknadsekonomi kan frigöra krafter som skapar välstånd här och nu men marknaden ger ingen röst åt naturen, inte heller åt framtida generationer." Författarna menade att livet på vår planet är hotat och att detta motiverade att sätta sig över ideologiska gränser i politiken.
Wijkman har kritiserats för att lyfta fram Kina som ett föredöme eftersom landet är toppstyrt och kan fatta snabba beslut, och att där inte existerar en "opposition som bråkar".

## Familjeförhållanden
Wijkman är son till tekniske direktören Bengt Wijkman och Marianne Hising samt sonson till landshövding Anders Wijkman. Han var gift första gången 1971–1979 med Kerstin von Blixen-Finecke, som är dotter till Stig Unger, andra gången från 1983 med sjukgymnasten Lisen Tengbom, som är dotter till Anders Tengbom, och är numera (2025) gift med Catherine Bonde.